# Maasdriel
Maasdriel est une commune néerlandaise, dans la province de Gueldre, sur la rive droite de la Meuse, en face de Bois-le-Duc. Maasdriel occupe la partie sud du Bommelerwaard. La commune est traversée par l'A2.

## Histoire de la commune
- En 1999, la commune de Maasdriel a fusionné avec les anciennes communes d'Ammerzoden, Hedel, Heerewaarden et Rossum. C'est le nom de Maasdriel qui a été conservé pour la nouvelle commune ainsi formée.

## Composition de la commune
Il n'y a pas de localité du nom de Maasdriel. Historiquement, la commune de Driel était composée des villages de Kerkdriel, Velddriel et Hoenzadriel. En 1944, pendant l'Occupation allemande, le nom de la commune de Driel fut modifié en Maasdriel par les Allemands, pour éviter toute confusion avec l'autre Driel du Gueldre.
Villages de la commune : Alem, Ammerzoden, Hedel, Heerewaarden, Hoenzadriel, Hurwenen, Kerkdriel, Rossum, Velddriel, Well en Wellseind. Plusieurs hameaux, dont Slijkwell et Wordragen.

## Politique
| Portrait                                                                  | Identité                                                         | Période          | Période          | Durée                      | Étiquette                                        |
| Portrait                                                                  | Identité                                                         | Début            | Fin              | Durée                      | Étiquette                                        |
| ------------------------------------------------------------------------- | ---------------------------------------------------------------- | ---------------- | ---------------- | -------------------------- | ------------------------------------------------ |
| Jan Pommer                                                                | Jan Pommer (d) (né le 24 décembre 1951)                          | 1er janvier 1999 | 15 mai 2003      | 4 ans, 4 mois et 14 jours  | Appel chrétien-démocrate                         |
| Pas de portrait sous licence libre disponible pour Frans Moree.           | Par intérim : Frans Moree (d) (17 novembre 1937 - 27 avril 2024) | juin 2003        | 16 décembre 2003 | 6 mois                     | Parti politique réformé                          |
| Jack Mikkers                                                              | Jack Mikkers (d) (né le 2 septembre 1968)                        | 16 décembre 2003 | 1er mai 2007     | 3 ans, 4 mois et 15 jours  | Parti populaire pour la liberté et la démocratie |
| Pas de portrait sous licence libre disponible pour Frans Moree.           | Par intérim : Frans Moree (d) (17 novembre 1937 - 27 avril 2024) | 1er mai 2007     | 30 novembre 2007 | 6 mois et 29 jours         | Parti politique réformé                          |
| Pas de portrait sous licence libre disponible pour Ada Boerma-van Doorne. | Ada Boerma-van Doorne (d) (née le 14 octobre 1947)               | 30 novembre 2007 | 19 juillet 2010  | 2 ans, 7 mois et 19 jours  | Appel chrétien-démocrate                         |
| Pas de portrait sous licence libre disponible pour Arno Frankfort.        | Par intérim : Arno Frankfort (d) (né en 1944)                    | 21 juillet 2010  | 30 avril 2011    | 9 mois et 9 jours          | Parti populaire pour la liberté et la démocratie |
| Pas de portrait sous licence libre disponible pour Dick de Cloe.          | Par intérim : Dick de Cloe (d) (né le 21 novembre 1947)          | 1er mai 2011     | 31 décembre 2012 | 1 an, 7 mois et 30 jours   | Parti travailliste                               |
| Gerd Prick                                                                | Par intérim : Gerd Prick (d) (né le 13 avril 1947)               | 1er janvier 2013 | 20 novembre 2014 | 1 an, 10 mois et 19 jours  | Parti travailliste                               |
| Henny van Kooten                                                          | Henny van Kooten (d) (né le 2 mars 1961)                         | 21 novembre 2014 | En cours         | 10 ans, 3 mois et 21 jours | Parti politique réformé                          |

## Galerie

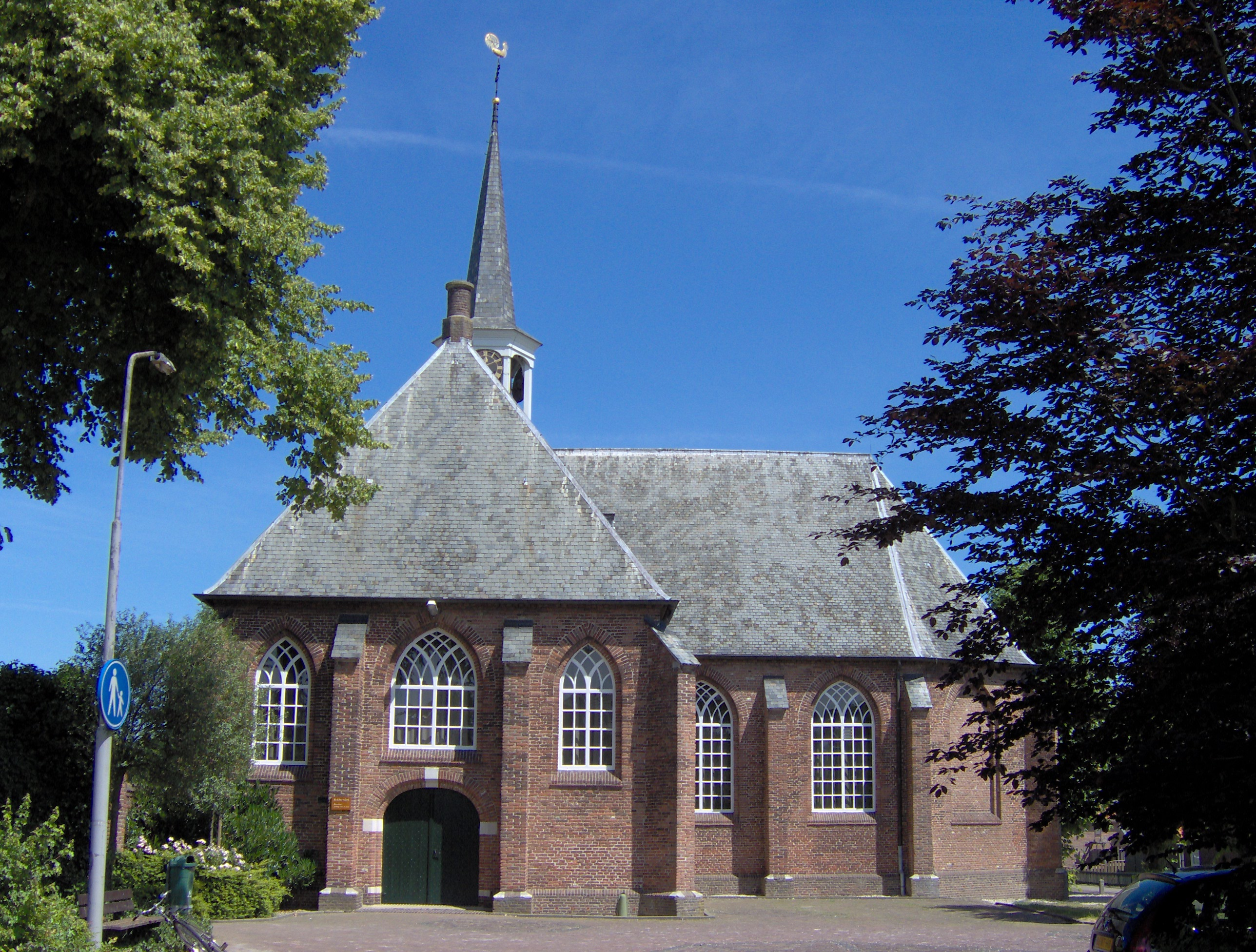
Église réformée de Hedel.
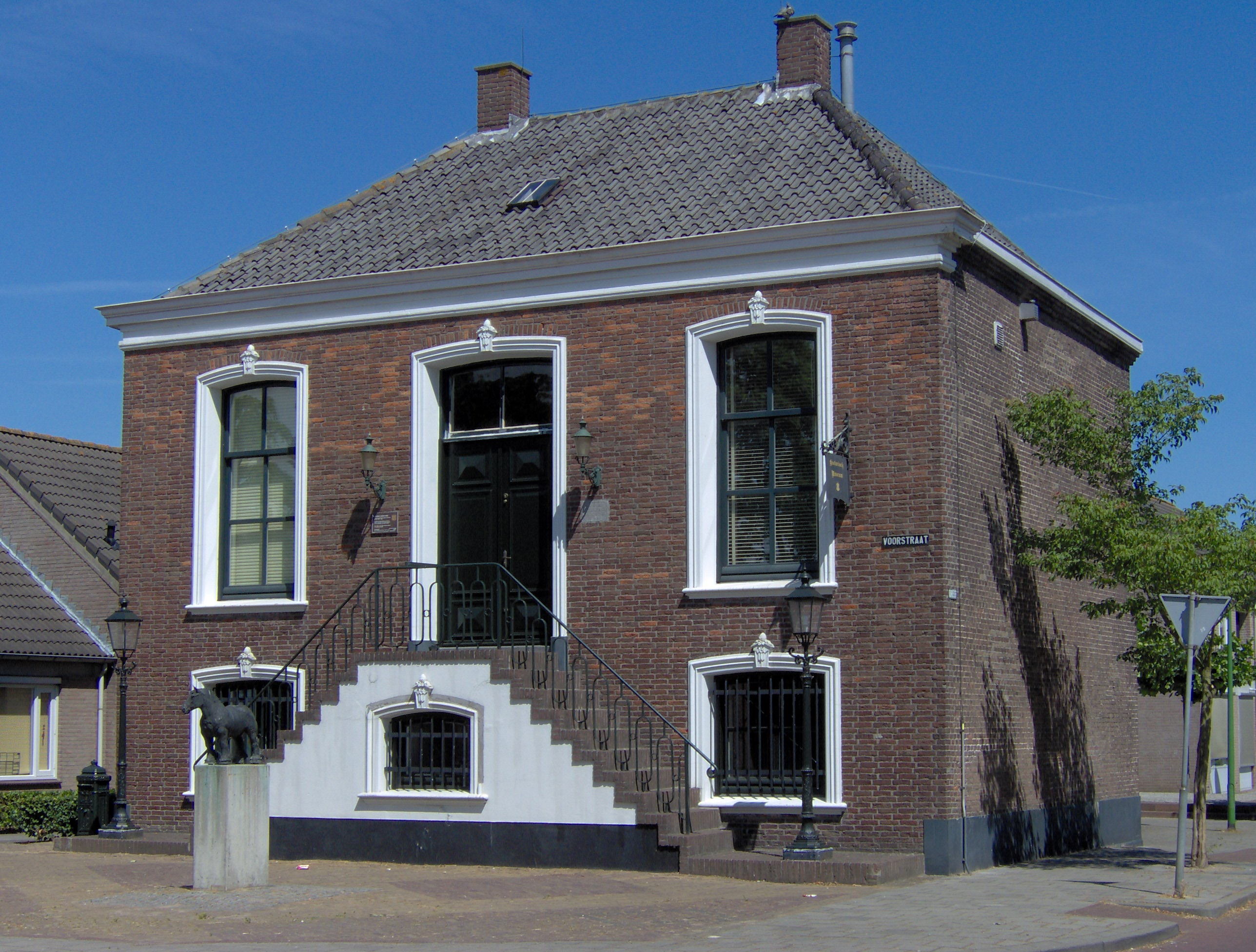
La mairie de Hedel.
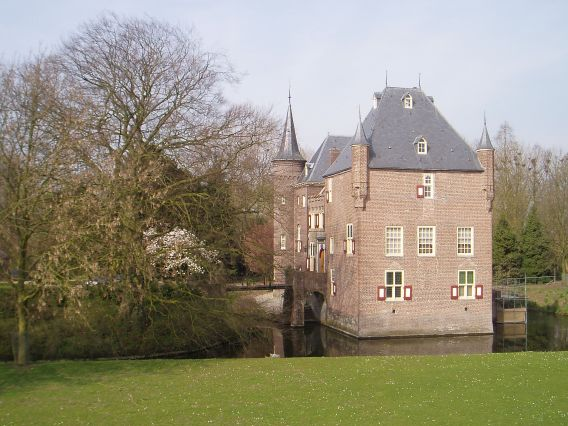
Château de Malsen à Well.
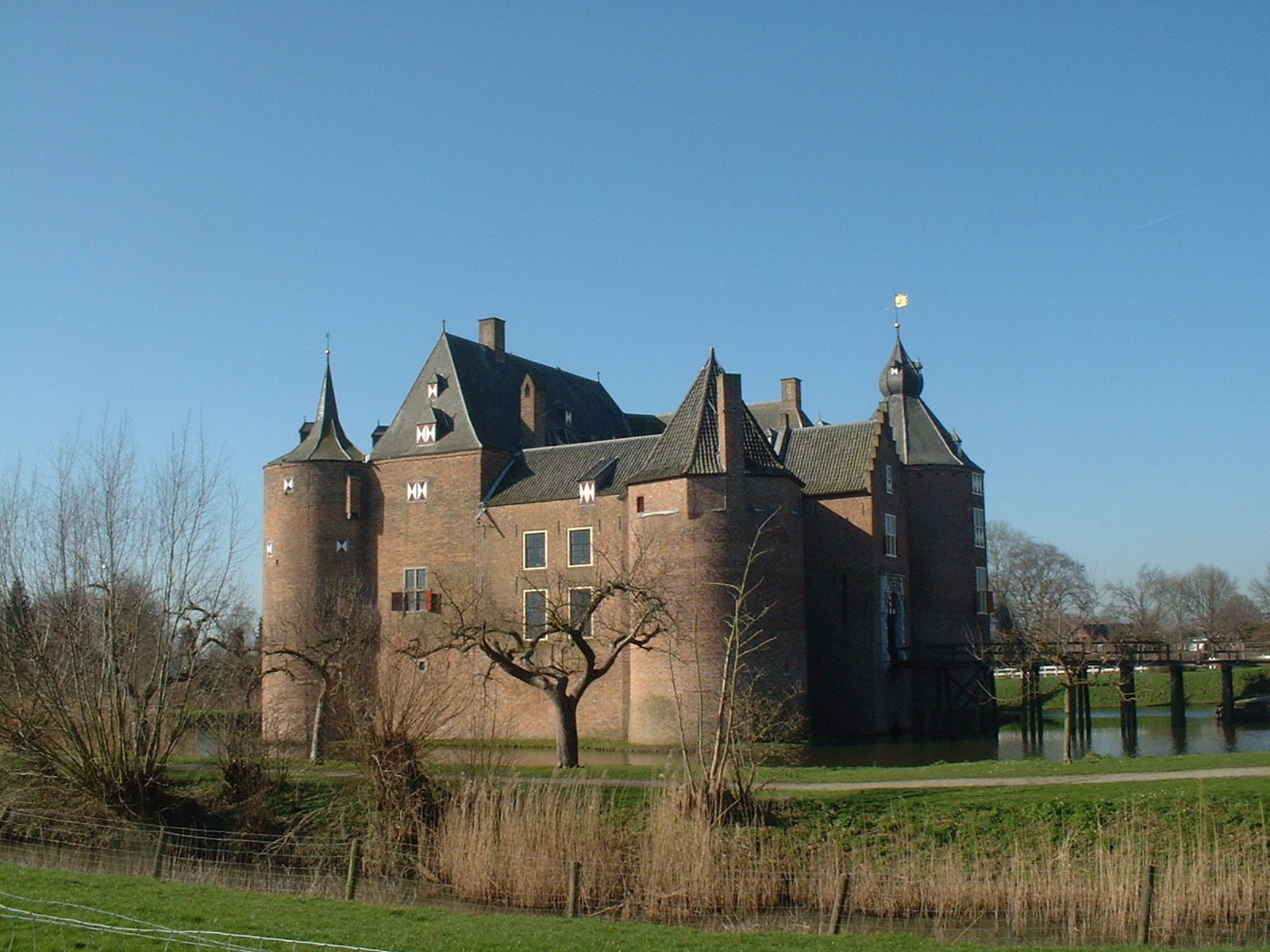
Château d'Ammerzoden.

## Faits divers
Il a été remarqué pour le mois de septembre 2008 une hausse importante de la natalité (environ + 45 %) sur la commune de Maasdriel. Une coupure générale d'électricité durant plus de deux jours avait eu lieu en décembre 2007, soit… neuf mois avant. Ce fait insolite a été médiatisé, commenté entre autres par une porte-parole de la commune : « Les autorités municipales ont l'ambition de faire croître la population de Maasdriel, mais nous n'envisageons pas de le faire en coupant le courant. ».